# Manuel Sáenz Díez y García Pinillos
Manuel Sáenz Díez y García Pinillos (Madrid, 10 de febrero de 1824 - Leganés, 16 de agosto de 1893) fue un científico español.
Licenciado en medicina y cirugía y doctor en ciencias físicas y matemáticas. Catedrático de química orgánica de la Universidad de Madrid. En 1882 la Dirección General de Aduanas le encargó a él y a Magí Bonet y Bonfill un procedimiento que sirviera para reconocer en las aduanas la presencia de fucsina en los vinos, un colorante que contenía impurezas de arsénico y era tóxico. Fue vocal del Real Consejo de Agricultura, Industria y Comercio.
Elegido miembro de la Real Academia de Ciencias Exactas, Físicas y Naturales en 1880. Tomó posesión en 1883 con el discurso La Química en los tiempos modernos.